# میرزا فتحعلی حجاب

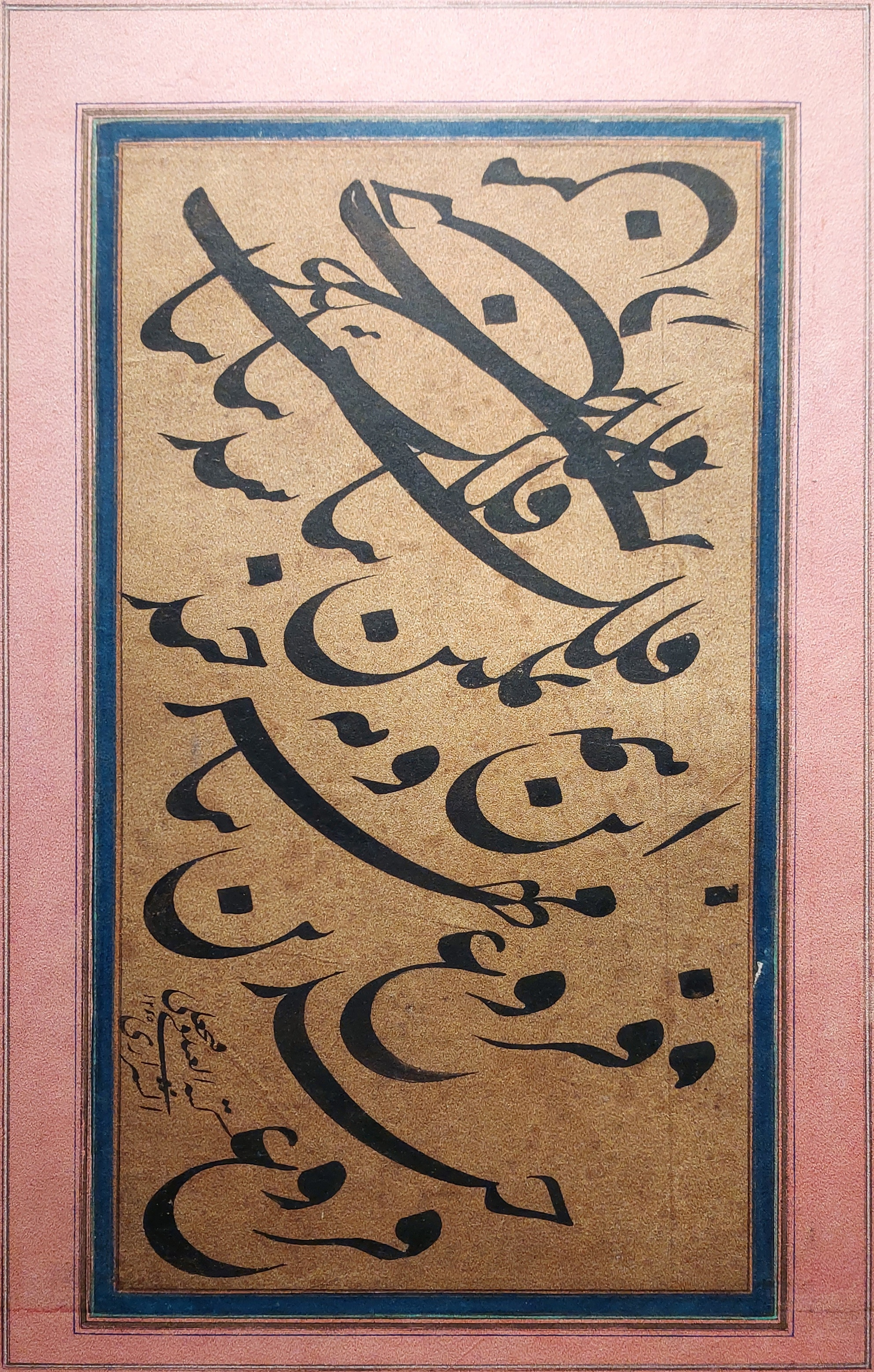
سیاه‌مشق نستعلیق، اثر فتحعلی حجاب شیرازی

میرزا فتحعلی شیرازی معروف به حجاب شیرازی فرزند آقا محمدجعفر شیرازی از خوشنویسان و نستعلیق‌نویسان و حکاکان زبردست قرن سیزدهم هجری بود. او مردی باکمال، ادیب، هنرمند و شاعر بوده، در شعر «حجاب» تخلص می‌کرد و در خوشنویسی «فتحعلی» رقم می‌کرده است.
میرزا فتحعلی حجاب شیرازی از نستعلیق‌نویسان طراز اول دوره قاجار بود. در شیراز متولد شد و نزد میرزا کوچک وصال شاگردی کرد و کمال و اخلاق و هنر و دانش آموخت . حجاب شعر هم می سرود و از او دیوانی در شش هزار بیت باقی است . وی شش قلم نستعلیق را کامل می‌نوشت و خطش چنان استادانه بود که گاه با میرعماد اشتباه می‌گرفتند. به همین دلیل بعدها خود در شیوه‌اش تغییراتی به‌وجود آورد. منظور از شش قلم نستعلیق یا شش دانگ، اندازهٔ سطح مقطع قلم است که از ریزترین تا درشت‌ترین اندازه تراشیده می‌شود. ریزترین اندازه را در سطح مقطع قلم خوشنویسی، غبار گویند و اندازه‌های بعدی تا درشت‌ترین قلم به ترتیب عبارتند از: کتابت خفی، کتابت، قلم (دانگ) سرفصلی، قلم (دانگ) مشقه، قلم (دانگ) جلی.
عمر حجاب چندان طولانی نبود و گویا به پنجاه نرسید. او در سال ۱۲۶۹ ه.ق در شیراز بدرود حیات گفت و در حرم شاهچراغ به خاک سپرده شد.
از آثار میرزا فتحعلی حجاب شیرازی می‌توان این نمونه‌ها را برشمرد: یک نسخه شش دفتر مثنوی مولوی متعلق به کاخ موزهٔ گلستان؛ یک نسخه لوایح جامی و تاریخ معجم در همان کتابخانه؛ تعداد ده اثر در موزه اسناد وکتابخانه ملی شیراز؛ یک جلد کتاب در موزه هنرهای اسلامی تهران.